# Auspex
Auspex (lateinisch: „Vogelschauer“) ist ein römisches Cognomen.

## Namensträger
- Gaius Antistius Auspex, römischer Statthalter von Noricum, 2. Jahrhundert
- Gaius Silvius Auspex, römischer Offizier, 2. Jahrhundert
- Pollenius Auspex der Ältere, römischer Suffektkonsul zwischen 170 und 174
- Pollenius Auspex der Jüngere, römischer Suffektkonsul um 185
- Tiberius Iulius Pollienus Auspex, römischer Suffektkonsul, 3. Jahrhundert